# Cesare Beccaria
Cesare Bonesana di Beccaria, Hầu tước xứ Gualdrasco và Villareggio (tiếng Ý: [ˈtʃeːzare bekkaˈriːa, ˈtʃɛː-], 15 tháng 3 năm 1738 - 28 tháng 11 năm 1794) là nhà tội phạm học, nhà luật học, nhà triết học và chính trị gia người Ý, người được biết đến rộng rãi như là nhà luật học tài ba nhất và là một trong những nhà tư tưởng lớn nhất của thời kỳ Khai sáng. Ông được nhớ đến nhiều với bài luận Vê Tội phạm và Trừng phạt (1764), tác phẩm đã tố cáo tra tấn và tử hình, và là một tác phẩm nền tảng cho lĩnh vực trừng phạt học và Trường phái Kinh điển về Tội phạm học. Beccaria còn được xét đến là cha đẻ của luật hình sự hiện đại và cha để của tư pháp hình sự.
Theo như John Bessler, các tác phẩm của Beccaria đã có một ảnh hưởng sâu sắc đến những người cha lập quốc của Hoa Kỳ.